# Tour Bohemia
El Tour Bohemia es una carrera ciclista profesional de un día checa que se disputa entre Karlovy Vary y Praga, en el mes de septiembre. 
Se creó en el 2012 formando parte del UCI Europe Tour, dentro de la categoría 1.2 (última categoría del profesionalismo). Si bien es predecesora de otra carrera llamada Praga-Karlovy Vary-Praga, de hecho cogió sus mismas fechas y según los organizadores de esa se apropió de su nombre teniéndolo que cambiar finalmente por el de Tour Bohemia.
El recorrido de la primera edición tuvo 154 km.
Está organizada por la Federación de la República Checa de Ciclismo.

## Palmarés
| Año  | Ganador           | Segundo              | Tercero         |
| ---- | ----------------- | -------------------- | --------------- |
| 2012 | Maroš Kováč       | Roman Kreuziger      | Tomáš Bucháček  |
| 2013 | Josef Benetseder  | Dejan Bajt           | Jiří Polnický   |
| 2014 | Lukas Postlberger | Bakhtiyar Kozhatayev | Kamil Zieliński |

## Palmarés por países
| País       | Victorias |
| ---------- | --------- |
| Austria    | 2         |
| Eslovaquia | 1         |